# Oakton (Virginia)
Oakton ist ein Ort (Census-designated place) im Norden des US-Bundesstaats Virginia. Oakton liegt im Fairfax County und ist Teil der Washington Metropolitan Area. Das U.S. Census Bureau hat bei der Volkszählung 2020 eine Einwohnerzahl von 36.732 ermittelt.

## Demografie
Nach der Volkszählung von 2010 leben in Oakton 34.166 Menschen. Die Bevölkerung teilt sich auf in 62,2 % Weiße, 5,8 % Afroamerikaner, 0,3 % amerikanische Ureinwohner, 22,2 % Asiaten und 5,5 % mit zwei oder mehr Ethnizitäten. Hispanics oder Latinos aller Ethnien machten 13,2 % der Bevölkerung aus. Das mittlere Haushaltseinkommen lag bei 132.256 US-Dollar und die Armutsquote lag bei 6,9 % der Bevölkerung.

## Persönlichkeiten
- Theodore Ku-DiPietro (* 2002), Fußballspieler